# Paralytic Stalks
Albums de of Montreal
False Priest
(2010) Lousy with Sylvianbriar
(2013)
Paralytic Stalks est le onzième album studio du groupe athénien of Montreal. Il a été publié en 2012.

## Liste des titres
1. Gelid Ascent - 4:17
2. Spiteful Intervention - 3:40
3. Dour Percentage - 4:39
4. We Will Commit Wolf Murder - 5:41
5. Malefic Dowery - 2:36
6. Ye, Renew the Plaintiff - 8:45
7. Wintered Debts - 7:33
8. Exorcismic Breeding Knife - 7:41
9. Authentic Pyrrhic Remission - 13:13